# San Miguel Papalutla
San Miguel Papalutla är en ort i Mexiko.   Den ligger i kommunen Heroica Ciudad de Huajuapan de León och delstaten Oaxaca, i den sydöstra delen av landet, 230 km sydost om huvudstaden Mexico City. San Miguel Papalutla ligger 1 776 meter över havet och antalet invånare är 139.
Terrängen runt San Miguel Papalutla är kuperad, och sluttar söderut. Runt San Miguel Papalutla är det ganska tätbefolkat, med 58 invånare per kvadratkilometer. Närmaste större samhälle är Ciudad de Huajuapan de León, 14,4 km öster om San Miguel Papalutla. I omgivningarna runt San Miguel Papalutla växer huvudsakligen savannskog.